# Auguste Adami
Auguste Adami, geborene Auguste Herbert, auch Auguste Pohl (5. März 1813 in Berlin – 3. Februar 1886 ebenda) war eine deutsche Theaterschauspielerin und Opernsängerin.

## Leben
Ihr Vater, ein Maler, wollte, dass sie ihre Stimme dem Theater widme. Gaspare Spontini, damals preußischer Generalmusikdirektor, empfahl sie zur Ausbildung an die Kammer- und Opernsängerin Auguste Schmalz. Ihre Aufnahme als Mitglied des königlichen Opernchors widerstrebte ihr, daher wagte sie ihr erstes Engagement am Königstädtischen Theater in einer Sprechrolle. Ihre Proberollen führten 1829 zu einem Engagement als Vaudeville-Sängerin. Sie wurde allgemein gelobt, selbst der damals gefürchtete Theaterrezensent Moritz Gottlieb Saphir äußerte sich nur wohlwollend über sie. Als am 30. Juni 1851 das Königstädtische Theater geschlossen wurde, fand sie als einziges Mitglied dieses Theaters Anstellung beim Hoftheater. Ihre Antrittsrolle dort war die „Nachbarin“ in Das war ich. Nach 25 Jahren Bühnenpräsenz am Hoftheater zog sie sich zum allgemeinen Bedauern ins Privatleben zurück. Ihren Ruhestand konnte sie zehn Jahre genießen, bis sie plötzlich im August 1885 ernsthaft erkrankte. Ihr Zustand schien sich zu bessern, da traf sie am 12. Dezember 1885 ein schlagähnlicher Anfall, der sich wiederholte. Infolgedessen verstarb sie am 3. Februar 1886.
Adami war zuerst mit dem Schauspieler Julius Pohl verheiratet. Nach dessen Tode 1840 heiratete sie am 28. September 1841 den Schriftsteller und Redakteur der Kreuzzeitung Johann Friedrich Adami, der für sie einige Bühnenstücke schrieb, in denen sie mit großem Erfolg auch auftrat.